# Zero (revista)
Zero va ser una revista mensual gai espanyola en castellà, dirigida per Miguel Ángel López. Va viure la seua primera etapa de franc de les mans de la redacció de Madrid, fins que el 1998 va passar a ser una revista mensual d'àmbit nacional. El 2006, tenia una tirada de 50.000 exemplars, amb una difusió mitjana de 26.518. El 2008 un exemplar costava 4,95 € a Espanya. També es venia en altres països.
La revista va tenir dificultats financeres el 2009 i va publicar el penúltim número el juliol del mateix any amb un especial estiu. Havia previst tornar a publicar-se el mes de novembre, però va anunciar la liquidació en l'últim número de 6 novembre del 2009, pagat per una multitud d'anunciants de la revista.

## Contingut
Cada número comptava uns cent-cinquanta pàgines. Destacava per una composició realitzada amb cura i una estètica fotogràfica contemporània. Regularment publicava suplements com ara: ZDM (Zero de Moda), Cuídate (salut i bellesa), Decora (disseny i decoració) i Destino (turisme i viatges).
Tenia diverses seccions fixes: 
- Opinió: dues o tres columnes d'actualitat, una d'elles generalment firmada per l'Eduardo Mendicutti.
- Actualitat: revista de premsa, cartes dels lectors i notícies del món.
- Entrevistes: espai reservat a personalitats de tota mena i de tots els àmbits.
- Reportatges: anàlisi en profunditat de notícies destacades.
- Cuídate: secció dedicada a temes de psicologia, salut, exercici o alimentació.
- Viatges: sota anàlisi en òptica, es tractaven diferents destinacions de viatge LGTB.
- De Zero a 100: pàgines finals dedicades a la música, tecnologia, cinema, art, teatre o cinema porno.

Zero també es va caracteritzar per una voluntat de protecció i reindivicació dels drets de tots els homosexuals. Una de les accions més populars de Zero va ser mostrar en portada personalitats públiques que havien sostingut les reivindicacions LGTB. En aquest sentit, van destacar polítics com ara en José Luis Rodríguez Zapatero, Gaspar Llamazares, Pasqual Maragall o Alberto Ruiz-Gallardón, activistes com ara Pedro Zerolo o encara la Carla Antonelli, actors com ara Javier Bardem, Loles León, Carlos Fuentes o Cayetana Guillén Cuervo, músics del caire de l'Alaska, Pedro Marín o Nacho Canut, i periodistes com l'Iñaki Gabilondo o l'Emma García entre d'altres.
Zero també va guanyar notorietat gràcies al seu esforç en fer visible l'homosexualitat amb personalitats de caràcter important que es van sortir de l'armari a la portada de la revista. És el cas, per exemple, de José Mantero, sacerdot catòlic, José María Sànchez Silva, tinent general de l'exèrcit, Joan Miquel Perpinyà, agent de la Guàrdia Civil, el jutge de l'Audiència Nacional Fernando Grande-Marlaska, el coreògraf Nacho Duato, Jesús Vázquez, presentador de televisió o el director de cinema Alejandro Amenábar.